# El Ciruelo, Michoacán de Ocampo
El Ciruelo är en ort i Mexiko.   Den ligger i kommunen La Huacana och delstaten Michoacán de Ocampo, i den södra delen av landet, 300 km väster om huvudstaden Mexico City. El Ciruelo ligger 280 meter över havet och antalet invånare är 108.
Terrängen runt El Ciruelo är huvudsakligen kuperad. El Ciruelo ligger nere i en dal. Runt El Ciruelo är det glesbefolkat, med 16 invånare per kvadratkilometer. Närmaste större samhälle är La Huacana, 9,3 km öster om El Ciruelo. I omgivningarna runt El Ciruelo växer huvudsakligen savannskog.